# Kristijan Krajina
Kristijan Krajina (Osijek, 28 dicembre 1990) è un cestista croato.

## Palmarès
- Campionato svizzero: 1

Fribourg Olympic: 2020-21
- T1 League: 1

New Taipei CTBC DEA: 2022-23